# 二村雄次
二村 雄次（にむら ゆうじ、1943年6月13日 - ）は、日本の医師・外科医。学位は、医学博士。名古屋大学名誉教授。愛知県がんセンター総長。元日本外科学会会長。
専門は、肝胆膵疾患の外科治療。特に肝門部胆管癌を中心とする胆道癌外科治療に関しては、難度の高い症例への対応、手術数、治療成績ともに世界有数の実績であり、高い評価を受けている。また、柔道家としても有名で、名大柔道部長兼師範も務め、元柔道全日本マスターズ無差別級チャンピオン。

## 経歴
- 1962年 愛知県立旭丘高等学校卒業
- 1969年 名古屋大学医学部卒業
- 1969年 名古屋大学医学部附属病院分院にて卒後研修
- 1970年 安城市八千代病院 外科 医員
- 1973年 癌研究会附属病院 外科 研修医
- 1974年 名古屋大学医学部附属病院 第一外科 医員
- 1978年 名古屋刑務所医務部 法務技官
- 1979年 名古屋大学医学部 第一外科 助手
- 1980年 名古屋大学医学部 第一外科 講師
- 1985年 名古屋大学医学部 第一外科 助教授
- 1987年 米国カリフォルニア大学ロサンゼルス校文部省在外研究員
- 1991年 名古屋大学医学部 第一外科 教授
- 2000年 名古屋大学医学部附属病院 副病院長
- 2000年 名古屋大学医学部附属病院 病院長
- 2002年 名古屋大学大学院医学系研究科 器官調節外科 （現腫瘍外科学：2006年改称）教授
- 2007年 愛知県がんセンター総長

## 受賞歴
- 1996年 国際肝胆膵学会 ベストビデオ賞
- 1997年 高松宮妃癌研究基金学術賞
- 2005年 中日文化賞受賞[1]
- 2017年 瑞宝中綬章[2]

## 主な公職等
- 日本外科学会 会長・理事
- 日本癌治療学会 評議員
- 日本胆道学会 理事長
- 日本膵臓学会 評議員
- 日本肝胆膵外科学会 理事
- 日本腹部救急医学会 評議員
- 日本消化器外科学会 評議員
- 日本脈管学会 評議員
- 日本臨床外科学会 評議員
- 日本外科系連合学会 評議員
- 日本消化器病学会 財団評議員
- 日本静脈学会 評議員
- 名古屋大学経営協議会 学外委員
- 全日本柔道連盟 医科学委員会副委員長
- International Judo Federation〈IJF〉Medical Commission（国際柔道連盟　医療委員会委員）

## 著書（共著、訳書含む）
- 1996 肝臓の外科解剖 （訳書）
- 2002 消化器病セミナー〈87〉胆道疾患の診断と治療―新しい工夫 (
- 2002 胆道外科の要点と盲点 (Knack & Pitfalls)
- 2005 胆道外科―Standard & advanced techniques
- 2009 胆道外科の要点と盲点 (Knack & Pitfalls)